# 伊温科斯
伊温科斯，是西班牙卡斯蒂利亚-拉曼恰托莱多省的一个市镇。总面积15平方公里，总人口4204人（2001年），人口密度280人/平方公里。